# Comportament de bandada

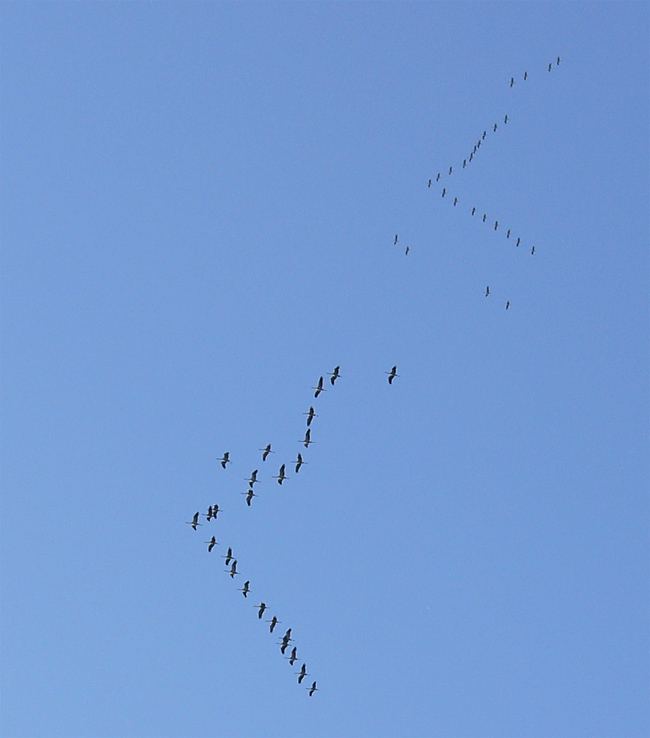
Dues bandades de grues europees

El comportament de bandada és el comportament que exhibeix un grup d'ocells (conegut com a bandada) quan cerquen aliment o volen. Presenta semblances amb els bancs de peixos, els eixams d'insectes i el comportament gregari d'animals terrestres. Durant l'hivern, els estúrnids formen enormes bandades de centenars o milers d'individus que volen fent giragonses.
El 1987, Craig Reynolds aconseguí simular el comportament de bandada en un ordinador amb el seu programa Boids. El programa simula agents simples («boids») que es mouen seguint un conjunt de regles bàsiques com les de les aus reals: mantenir una distància determinada que permeti no trencar la bandada però no acostar-se tant que suposi un risc de col·lisió.